# Vanderlei Eustáquio de Oliveira
Vanderlei Eustáquio de Oliveira, detto Palhinha (Belo Horizonte, 11 giugno 1950 – Belo Horizonte, 17 luglio 2023), è stato un calciatore brasiliano, di ruolo attaccante.

## Caratteristiche tecniche
Giocava come attaccante.

## Carriera

### Giocatore

#### Club
Palhinha iniziò la sua carriera nella regione di Barreiro, a Belo Horizonte, a 10 anni. Scoperto dall'allenatore Lincoln Alves, del Cruzeiro, a 14 anni, entrò nelle giovanili della squadra come ala. A 18 anni entrò in prima squadra, che allora aveva in rosa giocatori importanti come Dirceu Lopes, Tostão ed Evaldo. Dopo la cessione di Tostão al Vasco da Gama, nel 1972, diventò titolare.
Si mise particolarmente in evidenza con il Cruzeiro durante la Coppa Libertadores 1976, quando segnò 13 gol diventando il miglior cannoniere brasiliano in una singola edizione della Coppa Libertadores.
Nel 1977, fu ceduto al Corinthians per 1 milione di dólares, che fu all'epoca il trasferimento più oneroso del calcio brasiliano.
Nel 1980, passò all'Atlético Mineiro a fianco di João Leite, Reinaldo, Toninho Cerezo e Paulo Isidoro, tra gli altri.

#### Nazionale
Con la Nazionale di calcio del Brasile giocò 16 partite, segnando tre reti.

### Allenatore
Terminata la carriera di calciatore nel 1985, con un rapido passaggio all'América-MG, diventò allenatore dello stesso club. Guidò il Cruzeiro per 20 partite nel 1994.

## Statistiche

### Presenze e reti nei club
Statistiche aggiornate al termine della carriera.
| Stagione                | Squadra                 | Campionato              | Campionato | Campionato | Coppe nazionali | Coppe nazionali | Coppe nazionali | Coppe continentali | Coppe continentali | Coppe continentali | Altre coppe | Altre coppe | Altre coppe | Totale | Totale | Totale |
| Stagione                | Squadra                 | Comp                    | Pres       | Reti       | Comp            | Pres            | Reti            | Comp               | Pres               | Reti               | Comp        | Pres        | Reti        | Pres   | Reti   |        |
| ----------------------- | ----------------------- | ----------------------- | ---------- | ---------- | --------------- | --------------- | --------------- | ------------------ | ------------------ | ------------------ | ----------- | ----------- | ----------- | ------ | ------ | ------ |
| 1968                    | Cruzeiro                | M1/MG+CB+TRGP           | ?+2+?      | ?+1+?      | -               | -               | -               | -                  | -                  | -                  | -           | -           | -           | 2+     | 1+     |        |
| 1969                    | Cruzeiro                | M1/MG+TRGP              | 1+ + 16    | 0+ + 2     | -               | -               | -               | -                  | -                  | -                  | -           | -           | -           | 17     | 2      |        |
| 1970                    | Cruzeiro                | M1/MG+TRGP              | ?+6        | ?+0        | -               | -               | -               | -                  | -                  | -                  | TBH         | 1           | 0           | 7+     | 0+     |        |
| 1971                    | Cruzeiro                | M1/MG+A                 | ?+14       | ?+0        | -               | -               | -               | -                  | -                  | -                  | TBH         | 1           | 0           | 15+    | 0+     |        |
| 1972                    | Cruzeiro                | M1/MG+A                 | 4+ + 20    | 2+ + 3     | -               | -               | -               | -                  | -                  | -                  | TBH         | 1           | 0           | 25+    | 5+     |        |
| 1973                    | Cruzeiro                | M1/MG+A                 | 2+ + 26    | 0+ + 11    | -               | -               | -               | -                  | -                  | -                  | TMG         | 3           | 2           | 31+    | 13+    |        |
| 1974                    | Cruzeiro                | M1/MG+A                 | 3+ + 23    | 0+ + 6     | -               | -               | -               | -                  | -                  | -                  | -           | -           | -           | 26+    | 6+     |        |
| 1975                    | Cruzeiro                | M1/MG+A                 | 2+ + 24    | 1+ + 12    | -               | -               | -               | CL                 | 10                 | 7                  | TMG         | 2           | 1           | 38+    | 21+    |        |
| 1976                    | Cruzeiro                | M1/MG+A                 | 2+ + 10    | 1+ + 5     | -               | -               | -               | CL                 | 13                 | 13                 | CInt        | 2           | 0           | 27+    | 19+    |        |
| 1977                    | Corinthians             | A1/SP+A                 | ?+13       | ?+5        | -               | -               | -               | CL                 | 6                  | 3                  | -           | -           | -           | 19+    | 8+     |        |
| 1978                    | Corinthians             | A1/SP+A                 | ?+21       | ?+7        | -               | -               | -               | -                  | -                  | -                  | -           | -           | -           | 21+    | 7+     |        |
| 1979                    | Corinthians             | A1/SP                   | 1+         | 1+         | -               | -               | -               | -                  | -                  | -                  | -           | -           | -           | 1+     | 1+     |        |
| 1980                    | Corinthians             | A1/SP                   | 1+         | 1+         | -               | -               | -               | -                  | -                  | -                  | -           | -           | -           | 1+     | 1+     |        |
| Totale Corinthians      | Totale Corinthians      | Totale Corinthians      | 2+ + 34    | 2+ + 12    |                 | -               | -               |                    | 6                  | 3                  |             | -           | -           | 42+    | 17+    |        |
| 1980                    | Atlético Mineiro        | M1/MG+A                 | 4+ + 19    | 2+ + 8     | -               | -               | -               | -                  | -                  | -                  | -           | -           | -           | 23+    | 10+    |        |
| 1981                    | Atlético Mineiro        | M1/MG+A                 | ?+13       | ?+3        | -               | -               | -               | CL                 | 4                  | 2                  | -           | -           | -           | 17+    | 5+     |        |
| Totale Atletico Mineiro | Totale Atletico Mineiro | Totale Atletico Mineiro | 4+ + 32    | 2+ + 11    |                 | -               | -               |                    | 4                  | 2                  |             | -           | -           | 40+    | 15+    |        |
| 1982                    | Santos                  | A1/SP+A                 | 2+ + 11    | 2+ + 4     | -               | -               | -               | -                  | -                  | -                  | -           | -           | -           | 13+    | 6+     |        |
| 1982                    | Vasco da Gama           | A1/SP                   | 9+         | 1+         | -               | -               | -               | -                  | -                  | -                  | -           | -           | -           | 9+     | 1+     |        |
| 1983                    | Cruzeiro                | M1/MG+A                 | 2+ + 10    | 1+ + 4     | -               | -               | -               | -                  | -                  | -                  | -           | -           | -           | 12+    | 5+     |        |
| 1984                    | Cruzeiro                | M1/MG+A                 | 4+ + 0     | 0+         | -               | -               | -               | -                  | -                  | -                  | THN         | 1           | 0           | 5+     | 0+     |        |
| Totale Cruzeiro         | Totale Cruzeiro         | Totale Cruzeiro         | 20+ + 151  | 5+ + 44    |                 | -               | -               |                    | 23                 | 20                 |             | 11          | 3           | 205+   | 72+    |        |
| 1985                    | América-MG              | M1/MG                   | 3+         | 3+         | -               | -               | -               | -                  | -                  | -                  | -           | -           | -           | 3+     | 3+     |        |
| Totale carriera         | Totale carriera         | Totale carriera         | 268+       | 86+        |                 | -               | -               |                    | 33                 | 25                 |             | 11          | 3           | 312+   | 114+   |        |

## Palmarès

### Giocatore

#### Club

##### Competizioni statali
- Campionato Mineiro: 8

Cruzeiro: 1969, 1972, 1973, 1974, 1975, 1984
Atlético-MG: 1980, 1981
- Campionato paulista: 2

Corinthians: 1977, 1979
- Campionato Carioca: 1

Vasco da Gama: 1982

##### Competizioni internazionali
- Coppa Libertadores: 1

Cruzeiro: 1976

#### Individuale
- Capocannoniere della Coppa Libertadores: 1

1976 (13 gol)

### Allenatore
- Campeonato Mineiro Módulo II: 1

Vila Nova-MG: 1995